# 雲陽郡
雲陽郡（うんよう-ぐん）は、中国の南北朝時代に設置された郡。現在の陝西省涇陽県に郡治が置かれた。
487年（太和11年）、北魏により北地郡に雲陽県が置かれた。北周の明帝のとき、雲陽県に雲陽郡が置かれ、雲陽県を管轄した。582年（開皇2年）、隋朝により廃止された。

## 下部行政区画
- 雲陽県